# Rottenbach (Ilm)
Der Rottenbach ist ein über vier Kilometer langer Nebenfluss der Ilm im Stadtgebiet von Ilmenau im thüringischen Ilm-Kreis.
Er entspringt an der 580 Meter hohen Oberpörlitzer Höhe wenig westlich des Ortes Oberpörlitz. Zunächst fließt er in südöstlich weiter in Richtung Stadtzentrum. Dabei speist er die Büchsteiche und bildet einen Taleinschnitt, in dem die Eisenbahnstrecke nach Erfurt verläuft. Der Rottenbach ändert seine Fließrichtung nun auf Ost und durchfließt den Kaltebadsteich sowie die Brauereiteiche der Jäcklein-Brauerei und die Ratsteiche.
Auf diesem Abschnitt bildete er bis 1981 die Grenze zwischen der Ilmenauer Stadtflur im Süden und der Unterpörlitzer Ortsflur im Norden. 
Auf Grund des Rottenbaches ist das Gebiet zwischen Ilmenau und Pörlitz relativ sumpfig, sodass es nicht bebaut werden kann und eine innerstädtische Grünfläche darstellt. Hier befinden sich einige Kleingartenanlagen. Im Folgenden unterquert der Bach die B 87 (Bücheloher Straße) und ändert seine Fließrichtung auf Süd. 
Der Rottenbach speist hier die Ilmenauer Teiche, die das größte Feuchtgebiet der Region darstellen. Er wurde aufgezweigt, sodass sein Wasser alle sechs Teiche (Prinzessinnenloch sowie Großer, Brandenburger, Dixbixer, Stein- und Neuhäuser Teich) erreicht. Südlich dieser Teiche wurde der Rottenbach im Gebiet der Krebswiese teils über einen Graben mit Wasser aus der Ilm aufgefüllt und zum Mühlgraben ausgebaut. Früher befanden sich an seinem Unterlauf einige Mühlen. Heute ist der Graben zur Ilm verfüllt. Der Rottenbach mündet an der Fischerhütte im Südosten Ilmenaus links in die Ilm ein.
Nach dem Rottenbach ist eine Straße im Norden der Ilmenauer Innenstadt benannt worden: die Rottenbachstraße. Sie entstand in den 1920er- bis 1930er-Jahren. Der Rottenbach ist im Ilmenauer Stadtgebiet teilweise verrohrt.